# Dentex maroccanus
Dentex maroccanus es una especie de peces de la familia Sparidae en el orden de los Perciformes.

## Morfología
• Los machos pueden llegar alcanzar los 45 cm de longitud total.

## Distribución geográfica
Se encuentra en las  costas del  Atlántico oriental (desde el mar Cantábrico y el suroeste del  Mediterráneo hasta el Estrecho de Gibraltar y el Golfo de Guinea ).